# 北海道中央バス富良野ターミナル

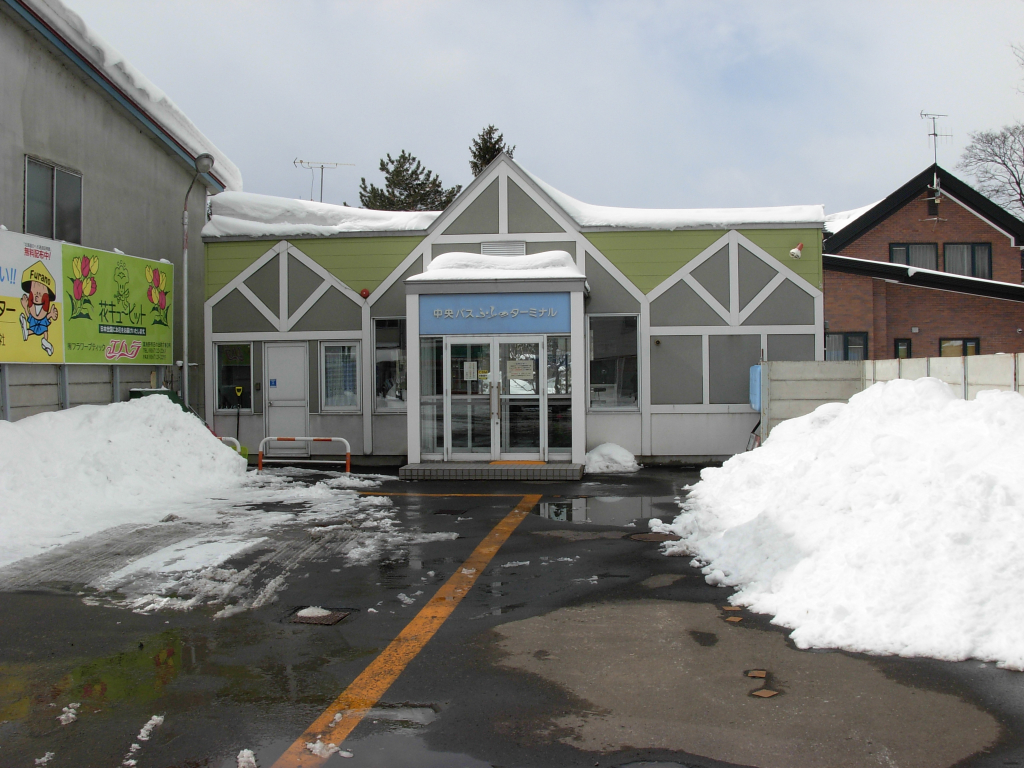
富良野ターミナル

北海道中央バス富良野ターミナル（ほっかいどうちゅうおうバス ふらのターミナル）は、2007年（平成19年）6月30日まで北海道中央バスが北海道富良野市日の出町に設置していたバスターミナル。

## 概要
JR北海道 富良野駅より徒歩3分。北海道道298号上富良野旭中富良野線沿い、富良野信用金庫（現・旭川信用金庫富良野支店）向いに位置し、高速ふらの号や富良野線（芦別 - 富良野、1999年4月1日廃止）が発着した。バスターミナル構内には大型バス2台分のスペースがあり、始発便が乗り入れた。富良野ターミナル到着便は向いの降車場で取り扱った。自動券売機は設置されておらず、廃止まで発券窓口で乗車券を発売した。
富良野駅前のバス発着場整備に伴い、2007年（平成19年）7月1日をもって施設を閉鎖。高速ふらの号は同日より新設の富良野駅前発着に変更された。なお、発券業務はふらのバス案内所に委託している。